# Dave Freudenthal
David Duane Freudenthal (12 de octubre de 1950) es un abogado, economista y político estadounidense que se desempeñó como el 31.º gobernador de Wyoming de 2003 a 2011. Freudenthal fue anteriormente fiscal de los Estados Unidos para el distrito de Wyoming de 1994 a 2001. Hasta 2025, es el demócrata más reciente en ocupar un cargo estatal en Wyoming.

## Biografía

### Primeros años y primeros años
Freudenthal nació en Thermopolis, la sede del condado de Hot Springs en el centro norte de Wyoming, siendo el séptimo de ocho hijos; creció en una granja al norte de la ciudad. Se graduó en 1973 de Amherst College en Amherst, Massachusetts, con una licenciatura en economía. Después de graduarse, se unió al Departamento de Planificación y Desarrollo Económicos como economista y luego se convirtió en el director de planificación estatal del gobernador Edgar Herschler.
Freudenthal recibió su título de JD de la Facultad de Derecho de la Universidad de Wyoming en 1980 y se dedicó a la práctica privada. Después de jubilarse como gobernador, Freudenthal trabajó brevemente en el bufete de abogados de Crowell & Moring como asesor principal en la oficina de Cheyenne, Wyoming.

### Carrera política
En 1994, fue nombrado procurador de los Estados Unidos para el Distrito de Wyoming por recomendación del entonces gobernador Mike Sullivan. Freudenthal dejó el puesto de fiscal federal en mayo de 2001 y fue reemplazado por el que a futuro se convertiría en el gobernador del estado, Matt Mead.
En 2002, Freudenthal disputó las primarias demócratas para la elección de gobernador celebrada más tarde ese año y ganó con más del 50% de los votos contra un campo de opositores. Luego pasó a ser elegido gobernador de Wyoming el 5 de noviembre de 2002 con el 49,9% de los votos. Se postuló para la reelección el 7 de noviembre de 2006 y mejoró su conteo de votos al 70%, arrasando en todos los condados del estado. Freudenthal anunció el 4 de marzo de 2010 que no intentaría buscar un tercer mandato como gobernador después de la especulación de que presionaría para derogar la Ley estatal sobre límites de mandato; la cual limitaba a los gobernadores a ocho años en el cargo durante un período de 16 años. 
El 2 de abril de 2008, Freudenthal apoyó al demócrata Barack Obama de Illinois para la Nominación presidencial del partido, citando "el estilo de liderazgo de Obama y su apertura a la discusión". Obama ganó el caucus demócrata de Wyoming por un margen de 61.44-37.83 sobre la entonces senadora estadounidense Hillary Clinton de Nueva York.

### Vida personal
Freudenthal está casado con Nancy D. Freudenthal, quien nació en Cody y se desempeñó como jueza en el Tribunal de Distrito de los Estados Unidos para el Distrito de Wyoming. Tienen cuatro hijos: Donald, Hillary, Bret y Katie. En 2008, mientras se desempeñaba como gobernador, Freudenthal se sometió a una cirugía en el hombro; durante este tiempo, el Secretario de Estado Max Maxfield se desempeñó como gobernador interino por un corto tiempo. 

## Gobernador de Wyoming

### Economía
Durante el mandato de Freudenthal, el Estado de Wyoming tuvo en aumento en la producción de petróleo, gas natural y la minería generando un superávit presupuestario, proyectado en $1.800 millones en 2006.

### Población de lobos
El secretario del Interior, Ken Salazar, invitó a Freudenthal, al gobernador de Montana, Brian Schweitzer, y al de Idaho, Butch Otter, a reunirse en Denver, Colorado para hablar sobre el manejo de la población de lobos.
Los funcionarios estatales de Pesca, Vida Silvestre y Parques dijeron que los 153 lobos eran un conteo mínimo y que necesitaban agregar un 30 por ciento para llegar a más de 200 lobos. Según los informes, unos 1.700 lobos viven en Montana, Wyoming, Idaho, Washington y Oregón.
El 2005, el Estado presentó una demanda alegando que el gobierno federal rechazó ilegalmente un plan para controlar las poblaciones de lobos grises a 300 lobos, acusando que el plan fue rechazo por motivos políticos y no científicos. Después de un año, Freudenthal  amenazó con demandar al Servicio de Pesca y Vida Silvestre por no eliminar al lobo gris de la lista federal de especies en peligro de extinción. El plan habría permitido controlar a los lobos mediante la caza, a menos que se encontraran en terrenos de parques nacionales.

## Historial electoral
| Partido | Partido     | Candidato        | Votos  | %      |
| ------- | ----------- | ---------------- | ------ | ------ |
|         | Demócrata   | Dave Freudenthal | 92,662 | 49,96% |
|         | Republicano | Eli Bebout       | 88,873 | 47,92% |
|         | libertario  | David dawson     | 3,924  | 2,12%  |

| Fiesta | Fiesta      | Candidato        | Votos   | %      | ±%      |
| ------ | ----------- | ---------------- | ------- | ------ | ------- |
|        | Democráca   | Dave Freudenthal | 135,516 | 69,99% | +20,03% |
|        | Republicano | ray hunkins      | 58,100  | 30,01% | -17,91% |